# Roger Edens
Pour les articles homonymes, voir Edens.
Roger Edens est un compositeur, producteur, acteur et scénariste américain né le 9 novembre 1905 à Hillsboro, Texas (États-Unis), décédé le 13 juillet 1970 à Los Angeles (Californie).

## Filmographie

### comme compositeur
- 1933 : Take a Chance
- 1940 : En avant la musique (Stripe up the band)
- 1941 : Débuts à Broadway (Babes on broadway) de Busby Berkeley
- 1943 : Fou de girls (Girl Crazy) de Norman Taurog et Busby Berkeley
- 1944 : Deux Jeunes Filles et un marin (Two Girls and a Sailor), de Richard Thorpe
- 1948 : Parade de printemps (Easter Parade)
- 1949 : Match d'amour (Take Me Out to the Ball Game)
- 1950 : Annie, la reine du cirque (Annie Get Your Gun)
- 1950 : Chanson païenne (Pagan Love Song)
- 2005 : Get Aboard! The Band Wagon (vidéo)

### comme producteur
- 1944 : Le Chant du Missouri (Meet Me in St. Louis)
- 1945 : Yolanda and the Thief
- 1946 : Les Demoiselles Harvey (The Harvey Girls)
- 1947 : Vive l'amour (Good News)
- 1948 : Parade de printemps (Easter Parade)
- 1949 : The Barkleys of Broadway
- 1949 : Un jour à New-York (On the Town)
- 1950 : Annie, la reine du cirque (Annie Get Your Gun)
- 1951 : Show Boat
- 1951 : Un Américain à Paris (An American in Paris)
- 1952 : La Belle de New-York (The Belle of New York)
- 1952 : Chantons sous la pluie (Singin' in the Rain)
- 1953 : Tous en scène (The Band Wagon)
- 1954 : Brigadoon
- 1954 : Deep in My Heart
- 1955 : Beau fixe sur New York (It's Always Fair Weather)
- 1957 : Drôle de frimousse (Funny Face)
- 1957 : La Femme modèle (Designing Woman)
- 1961 : Merman on Broadway (TV)
- 1962 : La Plus Belle Fille du monde ou Jumbo, la sensation du cirque (Billy Rose's Jumbo)
- 1964 : The Unsinkable Molly Brown
- 1969 : Hello, Dolly !

### comme acteur
- 1935 : Broadway Melody of 1936 : Pianist
- 1945 : The Clock : Pianist in cocktail lounge
- 1957 : Drôle de frimousse (Funny Face) : Sidewalk cafe patron

### comme scénariste
- 1946 : Ziegfeld Follies